# 아르메니아 역사박물관

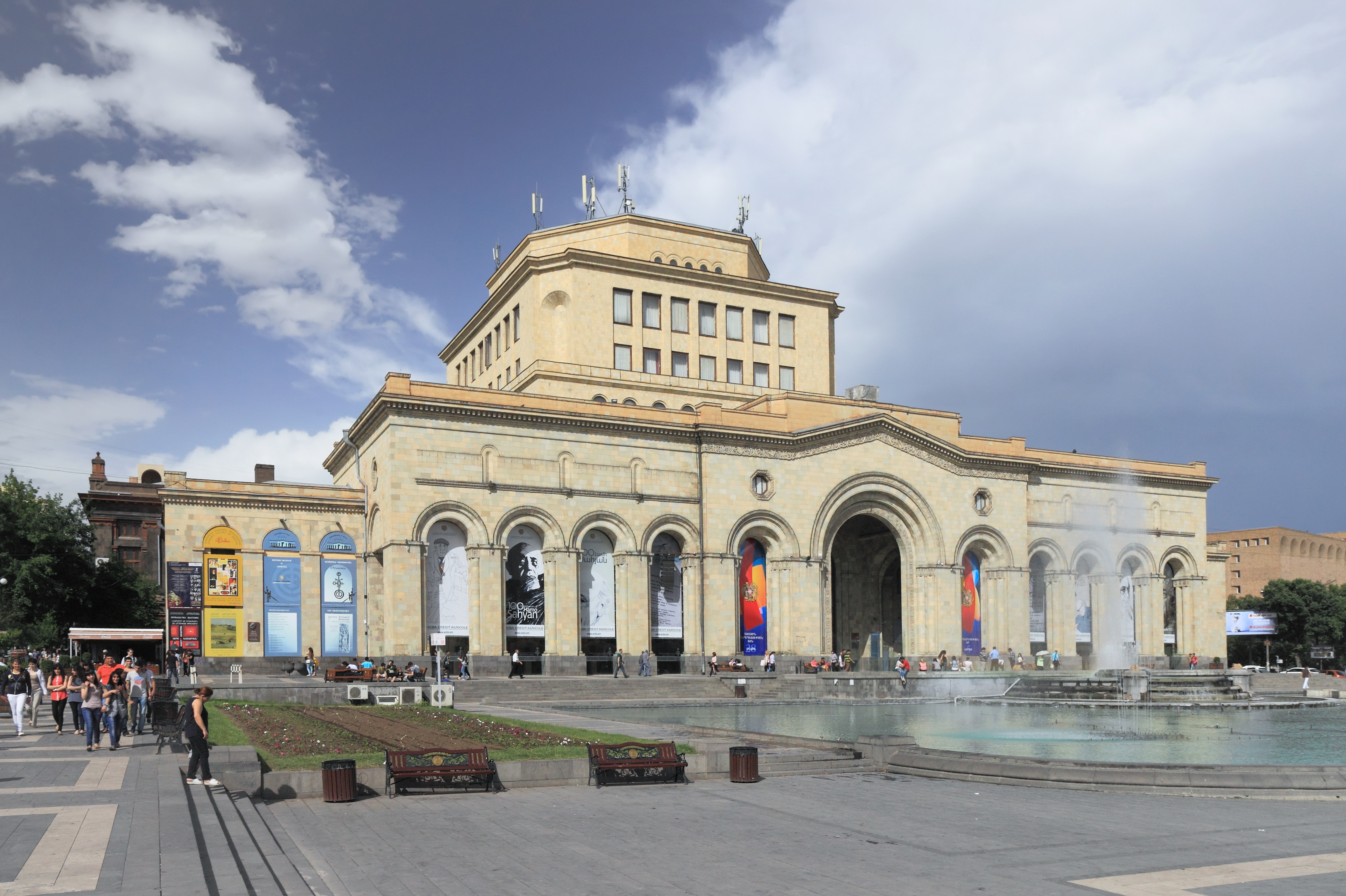
아르메니아 역사박물관

아르메니아 역사박물관(아르메니아어: Հայաստանի պատմության թանգարան)은 1919년 설립된 아르메니아의 박물관이다. 예레반에 있다.

## 같이 보기
- 아르메니아의 역사
- 마테나다란